# Manning (Canada)
Manning is een plaats (town) in de Canadese provincie Alberta en telt 1493 inwoners (2006).